# 토스트보이
토스트보이(1998년 9월 8일 ~ )는 대한민국의 래퍼다. 2021년 싱글 앨범 [클럽에서 일어난 일]로 데뷔했다.

## 방송
- 랩컵 (2024) - Top32(27위)